# Publio Licinio Calvo Esquilino
Publio Licinio Calvo Esquilino  fue un político y militar romano del siglo IV a. C. perteneciente a la gens Licinia.

## Familia
Licinio fue miembro de los Licinios Calvos, la familia más antigua de la gens Licinia. Fue padre de Publio Licinio Calvo. Tito Livio dice que era hermano de Cneo Cornelio Coso, lo que puede significar que era un Cornelio adoptado por un Licinio o medio hermano de Coso (quizá incluso un primo).

## Carrera pública
En el año 400 a. C., a causa del descontento con la actuación de algunos patricios en el ejercicio de sus cargos, fue elegido tribuno consular, el único miembro plebeyo del colegio, debido a su parentesco con Cneo Cornelio Coso o a un discurso que pronunció sobre la concordia de los órdenes.
Cuatro años después, en el 396 a. C., fue reelegido a pesar de no haber sido candidato, pero renunció al cargo por su avanzada edad en favor de su hijo, renuncia que fue aceptada. Sin embargo, los Fasti Capitolini no lo recuerdan e indican que Licinio fue tribuno consular por segunda vez. Por otra parte, Tito Livio también dice que junto con Licinio fue reelegido el mismo colegio de tribunos consulares que le acompañó en el cargo en el año 400 a. C.; no obstante, el autor augústeo se contradice al enumerar dos colegios distintos en ambos años.